# 자구완주

자구완주의 위치

자고완주(영어: Zaghouan Governorate, 아랍어: ولاية زغوان)는 튀니지의 북동부에 있는 주로, 주도는 자구완이다. 면적은 2,768km2이며, 인구는 161,000명(2004년)이다. 인구는 적으나 아름다운 장소가 많으며  사람들도 친절하고 순수하다.